# Di chúc Hồ Chí Minh

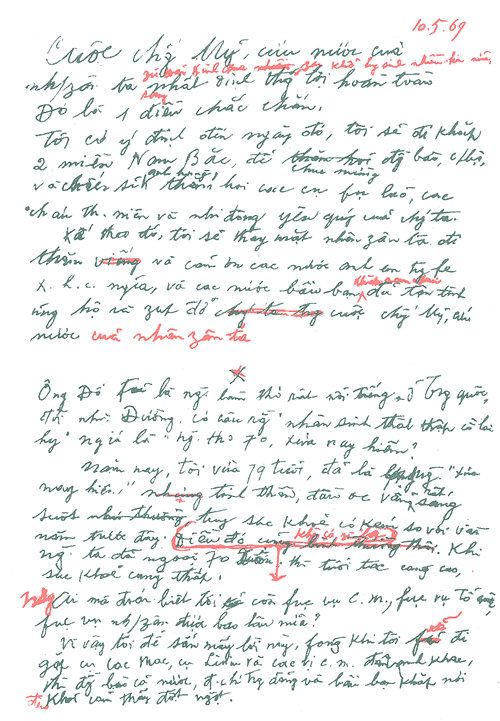
Bút tích di chúc của Chủ tịch Hồ Chí Minh.

Di chúc của Chủ tịch Hồ Chí Minh, hay còn gọi là Di chúc của Hồ Chủ Tịch hoặc  Di chúc của Bác Hồ, là bản di chúc do Chủ tịch nước Việt Nam Dân chủ Cộng hòa Hồ Chí Minh lập, được công bố một phần sau khi Bác Hồ qua đời. Văn bản đầu tiên được viết trong 5 ngày kết thúc vào ngày 15 tháng 5 năm 1965, dài 3 trang có cả chữ ký người chứng kiến của Bí thư thứ nhất Lê Duẩn. Năm 1968, ông viết tay bổ sung thêm 6 trang. Trong đó, Hồ Chủ Tịch viết lại đoạn mở đầu, đoạn nói về việc riêng đã viết trong bản 1965 và thêm một số đoạn. Ngày 10 tháng 5 năm 1969, ông viết lại toàn bộ đoạn mở đầu di chúc gồm một trang viết tay.
Sau khi Hồ Chí Minh qua đời, Hội nghị bất thường của Ban Chấp hành Trung ương Đảng (khóa 3) chiều ngày 3 tháng 9 năm 1969 đã giao Bộ Chính trị trách nhiệm công bố di chúc của Hồ Chí Minh. Bản công bố chính thức chủ yếu dựa vào bản 1965, trong đó đoạn mở đầu lấy nguyên văn bản 1969. Phần giữa, từ đoạn nói về Đảng đến hết đoạn nói về phong trào cộng sản thế giới giữ nguyên văn bản 1965.
Sau 20 năm ngày mất và cũng để kỷ niệm 100 năm ngày sinh của ông, Bộ Chính trị, Ban Chấp hành Trung ương Đảng khóa VI cho thông báo về ngày mất chính xác và toàn di chúc của ông. Thông tin được công bố trong thông báo của Bộ Chính trị số 151 ngày 19 tháng 8 năm 1989.
Toàn bộ các văn bản gốc do Chủ tịch Hồ Chí Minh viết từ ngày 10 tháng 5 năm 1965 đến ngày 19 tháng 5 năm 1969 đã được công nhận là Bảo vật Quốc gia vào năm 2012 (đợt 1), các văn bản hiện được lưu giữ tại Cục lưu trữ Văn phòng Trung ương Đảng.

## Hoàn cảnh ra đời
Vào đầu những năm 60 của thế kỷ 20, khi Hồ Chí Minh ở vào tuổi 70, sức khỏe của ông ngày càng suy nhược, "diện mạo bên ngoài giảm sút, sắc diện không được hồng hào"; mặc dù trí nhớ được cho là "vẫn rất minh mẫn". Ông đã suy nghĩ về việc để lại cho nhân dân và Đảng viên những lời dặn dò trước khi mất.
Bản Di chúc được thai nghén từ năm 1960 và ông đặt bút viết bản Di chúc ngày 10 tháng 5 năm 1965, sửa đi sửa lại, và bổ sung thêm đến tháng 5 năm 1969 mới xong. Bốn năm để viết một di chúc với tổng số 7 trang viết tay và đánh máy, Hồ Chí Minh chọn đúng vào dịp sinh nhật mình, bắt đầu từ sáng ngày 10 tháng 5 đến ngày 20 tháng 5 hàng năm, mỗi ngày một giờ đồng hồ, chọn giờ đẹp nhất từ 9 giờ đến 10 giờ sáng, để suy nghĩ, để chỉnh sửa bản Di chúc - tài liệu đặc biệt bí mật - như cách ông gọi - và viết về ngày ra đi của cá nhân mình. Thư ký riêng của Hồ Chí Minh là ông Vũ Kỳ là người duy nhất biết tường tận sự kiện này từ khi bắt đầu cho đến khi kết thúc.

## Di chúc gốc

### Nội dung cốt lõi của Di chúc
Hồ Chí Minh "nhấn mạnh truyền thống đoàn kết" trong Đảng; yêu cầu "thực hành dân chủ" rộng rãi, thường xuyên và nghiêm chỉnh "tự phê bình và phê bình"; mỗi cán bộ, đảng viên phải thực sự thấm nhuần "đạo đức cách mạng", giữ gìn Đảng thật "trong sạch".
Hồ Chí Minh nhấn mạnh vai trò của thanh niên trong "sự nghiệp cách mạng, xây dựng và bảo vệ Tổ quốc"; khẳng định đây là "đội hậu bị của Đảng", là người chủ tương lai của đất nước; yêu cầu Đảng phải chăm lo "bồi dưỡng đạo đức cách mạng" cho họ.
Hồ Chí Minh viết rằng nhân dân lao động "bao đời chịu đựng gian khổ", bao nhiêu năm "bị nhiều áp bức bóc lột bởi phong kiến thực dân". Ông ca ngợi nhân dân Việt Nam rất "anh hùng, dũng cảm, hăng hái, cần cù", "luôn đi theo và rất trung thành với Đảng". Đảng phải có kế hoạch tốt để phát triển kinh tế, văn hóa, xã hội nhằm không ngừng nâng cao đời sống của nhân dân.
Hồ Chí Minh dự báo cuộc chiến tranh Việt Nam có thể kéo dài nhưng "nhất định thắng lợi". Sau khi chiến tranh kết thúc, cần ra sức hàn gắn vết thương chiến tranh, phát triển đất nước; Đảng và Nhà nước phải quan tâm chăm lo tới mọi đối tượng trong xã hội, đem lại ấm no hạnh phúc cho nhân dân.
Hồ Chí Minh nói về phong trào cộng sản thế giới: Mong muốn các đảng anh em đoàn kết, giúp đỡ, bảo vệ lẫn nhau, nâng cao "tinh thần chủ nghĩa quốc tế vô sản". Ông bày tỏ sự đau lòng trước những bất hòa giữa các đảng anh em.
Liên quan đến hậu sự của ông, Hồ Chí Minh căn dặn chớ nên tổ chức "điếu phúng linh đình", để khỏi lãng phí thì giờ và tiền bạc của nhân dân; căn dặn hỏa táng thi hài để vừa "tốt về mặt vệ sinh", lại không tốn đất.
Hồ Chí Minh nói lên mong muốn cuối cùng trước lúc mất là mong muốn toàn Đảng, toàn dân Việt Nam "đoàn kết phấn đấu", "xây dựng một nước Việt Nam hòa bình, thống nhất, độc lập, dân chủ và giàu mạnh", "góp phần xứng đáng" vào sự nghiệp cách mạng thế giới.
Vào sáng thứ hai ngày 10 tháng 5 năm 1965, Hồ Chí Minh bắt đầu tự đánh máy tài liệu tuyệt đối bí mật nhân dịp mừng 75 tuổi bao gồm ba trang, mở đầu có tiêu đề:

Việt Nam dân chủ cộng hòa

Độc lập, tự do, hạnh phúc

(Tuyệt đối bí mật)

Trang cuối đề ngày 15 tháng 5 năm 1965, có chữ ký của Hồ Chí Minh và Lê Duẩn.
Năm 1966, viết tay sáu trang nhằm bổ sung một số đoạn. Sáu trang này, bút tích vừa viết, vừa sửa ngay trên các trang.
Năm 1967, 1968 vào những ngày từ 10 đến 20 tháng 5, ông lại mở tài liệu và sửa chữa nhỏ ngay trên tài liệu.
Ngày 10 tháng 5 năm 1969, viết tay một trang, sửa lại phần mở đầu của tài liệu tuyệt đối bí mật.

## Di chúc công bố tại Lễ truy điệu Hồ Chí Minh
Ngày 9 tháng 9 năm 1969, tại Lễ truy điệu Hồ Chí Minh ở Quảng trường Ba Đình, Hà Nội, Lê Duẩn thay mặt Bộ Chính trị Đảng Lao động Việt Nam đã công bố Tài liệu tuyệt đối bí mật của Hồ Chí Minh với tên gọi là "Di chúc của Chủ tịch Hồ Chí Minh". Do hoàn cảnh chiến tranh khi đó, có nhiều vấn đề quan trọng trong Di chúc không công bố ở thời điểm đó (1969):
- Không công bố toàn văn và trình tự theo thời gian viết của tài liệu;
- Việc hỏa táng thi hài và tro sau hỏa táng cho vào ba hộp sành cho ba miền Bắc, Trung, Nam sau khi qua đời;
- Cuộc kháng chiến chống Mỹ có thể sẽ kéo dài mấy năm nữa;[4]
- Sau khi thắng Mỹ, chỉnh đốn Đảng, chăm sóc đời sống các tầng lớp nhân dân;[5]
- Sau khi thắng Mỹ, miễn thuế nông nghiệp một năm cho các hợp tác xã.[5]

Đến cuối thập niên 1980 thì bản gốc được công bố đầy đủ.

## Cấu trúc bản Di chúc

### Mở đầu
Khẳng định chắc chắn "sự thắng lợi hoàn toàn" của Việt Nam Dân chủ Cộng hòa và Mặt trận Dân tộc Giải phóng miền Nam Việt Nam trong chiến tranh Việt Nam dù phải "gian khổ, mất mát nhiều".

### Phần thân
- Tư tưởng cơ bản về dân chủ:
  1. Có dân chủ mới có giàu mạnh, công bằng, văn minh, hạnh phúc;
  2. Vấn đề dân chủ xã hội, xã hội hóa: Lấy dân làm gốc mới có thể giành được thắng lợi trong việc xây dựng đất nước;
  3. Phải thực hành dân chủ rộng rãi, dân chủ thực sự trước hết trong Đảng Cộng sản Việt Nam và gắn với dân chủ ngoài xã hội, với cấp độ toàn xã hội.
- Nội dung chính:
  1. Các đảng viên Đảng Cộng sản Việt Nam phải giữ gìn sự đoàn kết nhất trí như giữ gìn con ngươi của mắt mình;
  2. Trong Đảng Cộng sản Việt Nam phải thực hành dân chủ rộng rãi;
  3. Thường xuyên và nghiêm chỉnh tự phê bình và phê bình;
  4. Đảng viên Đảng Cộng sản Việt Nam phải cần kiệm liêm chính, chí công vô tư.

### Đoạn "về việc riêng"
Sau khi Người qua đời:
- Không tổ chức đám linh đình, lãng phí thời gian và tiền bạc của dân;
- Hỏa táng thi hài;
- Tro hỏa táng chia làm ba phần, bỏ vào ba hộp sành cho miền Bắc, Trung, Nam;
- Mỗi hộp tro hỏa táng được chôn trên một quả đồi, không dựng tượng đồng, bia đá trên đó; ai đến thăm mộ Bác thì nên trồng một vài cây nơi Người an nghỉ.

### Phần kết thúc
Cuối cùng, Hồ Chí Minh viết rằng để lại "muôn vàn tình thân yêu cho toàn dân, toàn Đảng, cho toàn thể bộ đội, cho các cháu thanh niên và nhi đồng... gửi lời chào thân ái đến các đồng chí, các bầu bạn và các cháu thanh niên, nhi đồng quốc tế".